# Ptilinopus perousii
Ptilinopus perousii là một loài chim trong họ Columbidae.